# نهائي كأس الاتحاد الأوروبي 1974
توتنهام يصل للمباراة النهائية للمرة الثانية في تاريخه بعد موسم 1972-71 الموسم الذي حصد من خلاله توتنهام ثمار النجاح الأوروبي إذ توج باللقب حينها على حساب فريق وولفرهامبتون واندرز الفريق الإنجليزي الآخر لكنه الآن يصطدم بخصم طموح للغاية ألا وهو نادي فينورد الهولندي الذي يصل اللقاء النهائي للمرة الأولى في تاريخه الخبرة ضد الطموح خبرة الإنجليز مكنتهم من تجاوز أعتى الفرق الأوروبية في المسابقة.. طموح الهولنديين بعد الإنتعاشة المزخرة للكرة الهولندية جعلهم يكونوا أعلى ثقة بأنفسهم توتنهام أخرج كل من غراسهوبرز السويسري (2-9) بمجموع المباراتين ثم أخرج نادي أبردين الإسكتلندي (2-5) بمجموع المباراتين ليخرج بعدها نادي دينامو تبليسي (2-6) بمجموع المباراتين أخرج بعدها نادي كولن الألماني بنتيجة 1-5 بمجموع المباراتين ليصطدم مرة أخرى بفريق ألماني هذه المرة كان نادي آر بي لايبزيغ أبناء العاصمة لم يجدوا أية صعوبة في هز الشباك فقد نجحوا بتحقيق الفوز ذهابا وإيابا وبنتيجة (4-1) لتمنحهم هذه النتيجة المسجلة التأهل للمباراة النهائية أمام فينورد
فينورد || أستطاع النادي الهولندي من تحقيق الفوز والتأهل أمام اوستر السويدي (5-1) ثم أمام نادي وارسسازاوا البولندي (3-2) ليقصي بعدها نادي ستاندرليج البلجيكي (3-3) بفارق الأهداف المسجلة داخل الديار أيضا قد تجاوز عقبة نادي روش شورزو البولندي الفريق واجه نادي شتوتغارت الألماني (3-4) في دور خروج المغلوب خلال مباراة سبقت اللقاء النهائي
ذهاب اللقاء النهائي لعب في لندن على استاد وايت هارت لين الملعب الخاص بنادي توتنهام
الفريق المضيف كان السباق في التسجيل
هارولد مايك يفتتح التسجيل لفريقه توتنهام هوتسبير وسط فرحة الأنصار بالهدف المسجل
إلا أن الضيف فينورد أبى أن ينتهي الشوط الأول وهو على تلك الحال من الهزيمة.. ليعدل النتيجة عبر لاعبه المميز فان هانيجيم
الشوط الثاني لعب برتم عالي وسط سيطرة مطلقة للمضيف نادي توتنهام
سيطرة منحت توتنهام هدفاً آخر عبر لاعبه المتألق خلال فترة السبعينيات فان ديل
و على غير المتوقع بعد كل تلك السيطرة والفرص السانحة للتسجيل
فينورد يعدل النتيجة مرة أخرى عن طريق الدولي الهولندي السابق دي يونغ وذلك قبيل نهاية اللقاء بخمس دقائق
تعادل إيجابي خارج الديار منح لاعبي فينورد دفعة معنوية
و أزاد من الضغط الملقى على عاتق لاعبي توتنهام الذين كانوا مطالبين بتحقيق الفوز لا غير لحصد لقب البطولة مرة أخرى بعد عام 1972
وعلى ذات معزوفة لقاء الذهاب فينورد يسجل هدفه قبيل نهاية الشوط بدقائق معدودة عبر لاعبه المتألق ريسبيرجين
ومع الشوط الثاني حاول لاعبي توتنهام تدارك النتيجة دون جدوى..
جميع محاولاتهم على مرمى الفريق الهولندي باءت بالفشل
وأستكمالا للتوقيت والمقولة
عندما لا تسجل فإنك ستقبل أهدافاً
ريسيل يسجل الهدف الثاني لفينورد عند الدقيقة 83 ليؤمن عمليا فوز فريقه
و مع إطلاق الحكم لصافرته مشيراً لنهاية اللقاء
أعلن رسمياً تتويج نادي فينورد روتردام الهولندي بلقب البطولة بمجموع 2-4 في المباراتين أمام الخصم الإنجليزي العنيد توتنهام هوتسبير الذي أكتفى بوصافة البطولة
ليخفق في تحقيق لقب البطولة مرة أخرى بعد النجاح خلال عام 1972
فوز فينورد روتردام بلقب البطولة كان مؤشراً واضحاً لعملية تطور الكرة الهولندية